# مارغريت فيلد
مارغريت فيلد (بالإنجليزية: Margaret Field)‏ هي ممثلة أمريكية، ولدت في 10 مايو 1922 بهيوستن في الولايات المتحدة، وتوفيت في 6 نوفمبر 2011 في الولايات المتحدة بسبب سرطان. من الجوائز التي نالتها قاعة مشاهير نساء أوهايو ‏.

## جوائز
- قاعة مشاهير نساء أوهايو [الإنجليزية]‏

## وصلات خارجية
- مارغريت فيلد على موقع IMDb (الإنجليزية)
- مارغريت فيلد على موقع ألو سيني (الفرنسية)
- مارغريت فيلد على موقع أول موفي (الإنجليزية)
- مارغريت فيلد على موقع قاعدة بيانات الأفلام السويدية (السويدية)
- مارغريت فيلد على موقع قاعدة بيانات الفيلم (الإنجليزية)
- مارغريت فيلد على موقع كينوبويسك (الروسية)